# Jacques Arsac
Pour les articles homonymes, voir Arsac (homonymie).
Jacques Arsac est un universitaire français né le 1er février 1929 au Puy (en Haute-Loire) et mort le 14 janvier 2014 à Clamart (Hauts-de-Seine).
Informaticien et radioastronome, il a été professeur émérite à l’université Pierre-et-Marie-Curie, membre de l'Académie des sciences. Il est le fondateur principal des options informatiques aussi bien à l'université qu'au lycée.

## Biographie

### Formation
Après des études à la Chartreuse du Puy, puis au lycée du Parc à Lyon, Jacques Arsac est élève à l’École normale supérieure de la rue d'Ulm,. Il est docteur ès-sciences, agrégé de l'université en physique et a obtenu un diplôme d'études approfondies (DEA) en philosophie.

### Carrière professionnelle
Préparateur à l'ENS de 1952 à 1955, Jacques Arsac est ensuite aide-astronome puis astronome-adjoint à l'Observatoire de Meudon jusqu'en 1964,. En 1959, il est  directeur fondateur du Centre de calcul de l’Observatoire de Paris-Meudon.
À partir de 1965, il est professeur titulaire de la chaire de programmation nouvellement créée à la faculté des sciences de Paris.  De 1964 à 1968, J.Arsac est membre du comité éducation de la Fédération internationale pour le traitement de l'information. Il est directeur de l'Institut de programmation de Paris, à la suite de René de Possel, de 1967 à 1971. En 1976 il est, avec Maurice Nivat, le premier directeur du LITP (Laboratoire d'Informatique Théorique et Programmation) associé au CNRS et commun aux universités Paris 6 et 7. Il est élu  correspondant  de  l'Académie des Sciences le  28  avril  1980,  dans  la section des sciences  mécaniques  et  informatiques. En 1987, il est nommé inspecteur général de l’Éducation nationale. De 1987 à 1991, il est chargé de mission d’inspection générale pour l’option informatique des lycées.

## Œuvre scientifique
Jacques  Arsac, en  plus  de  ses  recherches, a  particulièrement  
œuvré pour l'enseignement de l'informatique en France. Il est un pionnier de l’enseignement de l’informatique à tous les niveaux et ses travaux s'orientent vers la reconnaissance de l'informatique comme discipline scientifique à part entière. À la même époque, Claude Pair aussi est un promoteur actif de l'informatique et fonde une école réputée à Nancy. Arsac s'intéresse notamment à la conception des programmes, à la démonstration de leur correction. Il emploie pour cela des méthodes de manipulation et de transformation de programmes qui permettent de montrer l'équivalence de programmes par la transformation de l'un dans l'autre. Ces concepts sont exposés et illustrés d'exemples dans ses nombreux livres, et aussi dans divers articles,.Il est aussi le créateur du langage de description algorithmique EXEL.

## Ouvrages
Jacques Arsac a publié de nombreux ouvrages, dont, :
- Transformée de Fourier et Théorie des distributions, Dunod, 1961
- Algol : Théorie et Pratique, Gauthier-Villars, 1965 avec André Lentin, Maurice Nivat et Louis Nolin
- Système de conduite des ordinateurs, Dunod, 1968
- La Science informatique, 1970
- La Construction de programmes structurés, Dunod, 1977
- Premières leçons de programmation, CEDIC-Nathan, 1980
- Proverbes de programmation, Dunod, 1978 (traduction du livre de Henry F. Ledgard)
- Les Bases de la programmation, Dunod, 1983
- Jeux et casse-tête à programmer, Dunod, 1985
- Les machines à penser : des ordinateurs et des hommes, Le Seuil, 1987
- Preceptes  pour programmer, 1er janvier 1991. Éditeur : Dunod
- La science et le sens de la vie, Fayard, 1993 (prix Roberval 1994)
- Y a-t-il une vérité hors de la science ? Un scientifique s'aventure en philosophie, l'Harmattan, 2002

## Prix et distinctions
Jacques Arsac est commandeur de l'ordre national du Mérite et chevalier des Palmes académiques. Il est membre de l’Académie d’éducation et d’études sociales, et 
membre de l’Academia Europaea
En 1980, il obtient le prix européen de la recherche en informatique; en 1986, le prix Pérouse de la Fondation de France, et le prix Roberval en 1994.
Jacques Arsac est président d'honneur de l'Association des scientifiques chrétiens.

## Pour approfondir